# Ethora
Ethora é uma série de quadrinhos em estilo mangá criada por Gislaine Mayumi e Karina Erica Horita, e desenvolvida em conjunto com a escrita e editora Beth Kodama. 
Ambientada em um universo medieval fantástico, as histórias começaram a ser publicadas de forma independente em 2001. Em 2004, as histórias começaram a ser publicadas pela Editora Talismã e, no ano seguinte, pela editora Kanetsu Press.

## História

### Origens
O universo de personagens que compõem Ethora surgiu em outubro 2000, com a publicação do fanzine Kanetsu, aonde foram publicadas histórias protagonizadas pelos personagens Vahn, Karsh e Lein. 
A publicação, a partir de sua segunda edição, produzida em outubro de 2001, contou com a colaboração de Beth Kodama, que passaria a diagramar as edições. Uma terceira edição do fanzine seria produzida em julho de 2002, com as histórias já sendo escritas também por Kodama.

### Editora Talismã e além
Em Novembro de 2002, por convite da editora Denise Akemi, Ehtora teve sua primeira história publicada por uma editora, na terceira edição da revista Tsunami. Em novembro de 2003, na quinta edição, mais uma história fora publicada. Ambas foram protagonizadas pelos personagens Ruiz e Satine, numa história paralela às publicadas anteriormente de forma independente.

Em 2004 teve histórias publicadas na revista de RPG Dragão Brasil da mesma editora
Em julho de 2004, também pela Talismã, foi publicada a revista "Ethora Especial", apresentando uma nova história protagonizada pelos mesmos personagens e contando ainda com a colaboração de Elton Azuma nas retículas. 
Em 2005, Azuma e Horita fundaram a editora Kanetsu Press, por meio da qual publicaram as minisséries "A Donzela de Ferro", em cinco edições e "O Reino do Esquecimento", ilustrada por Érica Awano.
Em 2006, a revista Dragon Slayer #10 da Editora Escala, publicou a história "Trio Parada Dura + Legião do Mal", escrita por Kodama e ilustrada por Horita. 

## Enredo
As aventuras protagonizadas por Vahn, Karsh e Lein, publicadas de forma independente, mostraram o grupo, inicialmente, tendo que enfrentar a "Legião do Mal", para ajudar uma moça misteriosa a voltar para casa. Após descobrirem que o mago Geezer havia sido o responsável pela destruição da antiga vila de Lein, se veem aliados à Legião para poder enfrentá-lo. 
Ruiz e Satine se associaram pela primeira quando a última, caçando o misterioso ladrão "Raposa", descobre ser este, na verdade, Ruiz.

## Publicação e repercussão
"Ethora especial" é uma revista publicada anualmente em formato americano, contando com a participação de diversos desenhistas de quadrinhos do Brasil que são convidados a desenhar uma parte da aventura vivida por Karsh, Lein e Vahn contra o vilão Geezer. A primeira dessas edições anuais foi lançada em 2003, e contou dezesseis artistas diferentes, estando entre os participantes além de Karina Erica Horita e Beth Kodama, Devison Carvalho, Diogo Saito e Érica Awano. A edição do ano seguinte contaria novamente com a participação de Érica Awano, e ao grupo juntaram-se Daniel HDR, Elton Azuma e Denise Akemi. A edição de 2005 teve a participação de 23 artistas diferentes.
"A Donzela de Ferro" foi o título dado a uma minissérie em cinco edições publicada em 2005, aonde Ruiz, Satine e Geezer se veem frente uma trama conspiratória para matar o rei de Linkin Valley e apoderar-se da esponda Donzela de Ferro. 